# Terenzio Magliano
Terenzio Magliano (Torino, 19 novembre 1912 – Torino, 11 settembre 1989) è stato uno scrittore e politico italiano.

## Biografia
Figlio di un insegnante torinese, completa gli studi universitari laureandosi in Economia e Commercio e risulta iscritto all'Albo dei Dottori Commercialisti.
Durante la seconda guerra mondiale partecipa come partigiano alla resistenza italiana, ma il 22 febbraio 1944 viene arrestato dalla SIPO di Torino e condotto al campo di concentramento di Mauthausen, dove viene imprigionato con il triangolo rosso, simbolo dei detenuti politici. Rimarrà prigioniero a Mauthausen per 17 mesi.
Scampato per miracolo allo sterminio finale dei nazisti, grazie ad un malfunzionamento della camera a gas, Terenzio Magliano viene liberato dall'intervento degli Alleati. Anni più tardi, nel 1963, pubblicherà un libro sulla sua terribile esperienza nel campo di concentramento: Mauthausen, cimitero senza croci.
Negli anni successivi, Magliano si dette alla vita politica. Dopo le elezioni politiche del 1968, durante la V legislatura, venne eletto in parlamento come membro del PSU, da cui poi aderì al Partito Socialista Italiano. Rimase in carica anche durante la VI legislatura, come segretario del Partito Socialista Democratico Italiano. Fu anche senatore nella IV legislatura.

## Opere
- Terenzio Magliano, Mauthausen, cimitero senza croci, Torino, Roggero e Tortia editori, 1963.